# Licenza obbligatoria
In una licenza obbligatoria (in Inglese "compulsory license"), un governo obbliga per motivi straordinari, i possessori di un brevetto, un copyright od altri diritti di esclusiva per concedere l'uso per lo stato od altri soggetti.

Normalmente i possessori ricevono royalties, fornite sia dalla legge o determinate attraverso altre forme di arbitrato.

## Generalità
Molte leggi che regolano il sistema dei brevetti, concedono la compulsory licence in una varietà di situazioni. Gli accordi TRIPS stabiliscono disposizioni specifiche che devono essere seguite se una licenza obbligatoria è rilasciata. Tutti i sistemi di brevetto devono essere conformi ai requisiti dell'accordo TRIPs.

La richiesta principale per l'istituzione di una compulsory licence è che i tentativi per ottenere una licenza sotto ragionevoli termini commerciali, devono essere falliti nel corso di un periodo di tempo ritenuto congruo.

Specifiche situazioni, in cui una licenza obbligatoria può essere istituita, sono previste nella legislazione di ogni sistema brevettuale e variano da sistema a sistema. Alcuni esempi in cui una licenza obbligatoria può essere concessa includono:
- la mancanza di lavoro per un periodo prolungato, nel territorio del brevetto,
- invenzioni finanziate dal governo,
- fallimento o impossibilità di un titolare di soddisfare una domanda per un prodotto brevettato e in cui il rifiuto di concedere una licenza porta alla incapacità di sfruttare un importante progresso tecnologico, o di sfruttare un ulteriore brevetto.

I TRIPs inoltre concedono che le istanze per una licenza obbligatoria possono essere revocate in particolari situazioni, in casi particolari di emergenza nazionale o di estrema urgenza in casi uso pubblico non commerciale.
Col termine "importazione parallela" si intende la facoltà di importare un farmaco dai Paesi in cui è venduto o prodotto a prezzo minore, anche da soggetti diversi dal detentore del brevetto.
Col termine "registrazione forzata", si intende la facoltà che ha lo Stato di produrre (o far produrre) lo stesso farmaco senza pagare i diritti del brevetto e senza l'autorizzazione del detentore "in caso di emergenza" per la salute pubblica, oppure di acquistare la versione generica del medicinale in un Paese dove il brevetto non sia stato registrato o dove sia scaduto.

## Licenza obbligatoria nell'ambito dell'industria farmaceutica
Una area emblematica è stato quella dei farmaci per trattare la malaria, e l'AIDS.
Tali farmaci sono diffusamente disponibili nel mondo occidentale, e potrebbero aiutare a controllare le epidemie di queste malattie nel terzo mondo. Tali farmaci sono molto costosi e ben protetti da brevetti. Nell'ottica di massimizzare i profitti, le case farmaceutiche caricano i prezzi e ciò impedisce che le nazioni del terzo mondo possano comperarle. Sebbene i TRIPs permettano la concessione di licenze obbligatorie, le nazioni povere spesso mancano della tecnologia per produrre le medicine. Comunque i TRIPs richiedono che le licenze obbligatorie siano usate per adempiere una richiesta locale e così non è possibile produrre i farmaci oltremare ed importarli nei posti ove necessitano.

Questa istanza fu indirizzata alla Doha declaration, che riconobbe il problema e richiese al TRIPs council di trovare una soluzione. Il 17 maggio 2006, Il giornale ufficiale della Commissione Europea, pubblicò la Regulation 816/2006.
Ciò significa che la dichiarazione ha ora effetto legale nell'Unione Europe e in Canada, che lo ha approvato nel 2005. La dichiarazione permette che siano istituite licenze obbligatorie in paesi in via di sviluppo, per la manifatture di farmaci brevettati, a condizione che siano esportati ad alcuni paesi (principalmente quelli nella lista dei paesi meno sviluppati delle Nazioni Unite o in particolari altre nazioni che hanno un importo minore di 745$/anno).

### Compulsory licencenel mondo occidentale
Nel 2001 gli USA minacciarono di ricorrere alla compulsory licence per produrre la ciprofloxacina, antibiotico riconosciuto efficace contro le infezioni da antrace, di cui la tedesca Bayer deteneva il brevetto fino al 2003 sotto il nome commerciale CIPRO.

Nel 2002 la US Federal Trade Commission ordinò l'emissione di una compulsory licence in favore dell'impresa farmochimica Svizzera Serono, affinché questa si potesse affiancare alle industrie americane Immunex e Johnson & Johnson nella ricerca, sviluppo, produzione e commercializzazione dei Tumor Necrosis Factor Inhibitors, utilizzati nelle terapie contro artrite reumatoide e psoriasi, tra le altre.

Nel 2005 la US Federal Trade Commission ordinò una compulsory licence per un sistema di Stent ad emissione di farmaco della Guidant come condizione per l'acquisizione da parte di Johnson & Johnson o Boston Scientific. Infatti Johnson & Johnson e Boston Scientific sono le due compagnie che vendono DES sul mercato americano. La Guidant stava sviluppando sistemi propri di DES ed era in attesa della approvazione della FDA.
Il 15 dicembre 2004, infatti J&J e Guidant stipularono un accordo per cui J&J accettava di acquisire Guidant in una transazione valutata circa $ 25,4 miliardi. Secondo i termini della condizionale per l'approvazione della transazione, Boston Scientific e Guidant Corporation erano obbligati a cedere tutte le attività - ivi compresa la proprietà intellettuale - per il Guidant business vascolare ad una terza parte, che consenta alle parti a vendere stent a rilascio di farmaco (DES) a rapido scambio (RX), sistemi di erogazione, angioplastica coronarica percutanea transluminale (PTCA) palloncino cateteri, e coronagrafia.
Nel 2006 il CDC minacciò di usare una licenza obbligatoria sulla genetica inversa, necessaria per fabbricare il vaccino antiaviario.

Nel 2007, Essential Inventions (una ONG che promuove la creazione e la distribuzione di invenzioni essenziali) richiese a Robert Portman, direttore dell'Ufficio di Gestione e Bilancio, di cercare di sviluppare ed accettare misure alternative delle fonti di approvvigionamento per gli appalti federali di due farmaci HIV-AIDS: stavudine/d4T e ritonavir. Due mesi dopo la essential invenction, estese la sua proposta al farmaco anti AIDS emtricitabine.

### Compulsory licenseinterne, nei paesi a medio reddito
Il tipico esempio è composto da Thailandia e Brasile. Queste nazioni a medio reddito posseggono una industria farmaceutica ed hanno proposto le seguenti compulsory licence:
- La Thailandia ha emesso le seguenti licenze:

clopidogrel,

efavirenz,

ritonavir/lopinavir,

docetexel,

imatinib,

erlotinib.

### Compulsory licensenei paesi a basso reddito

#### Ruanda
Allo stato attuale l'unico esempio di importazione di farmaci prodotti altrove sotto compulsory licence è il Ruanda. Infatti il Ruanda sta importando farmaci brevettati contro l'AIDS prodotti in Canada sotto compulsory licence.

#### Zimbabwe
Lo Zimbabwe ha istituito una licenza obbligatoria nel maggio 2002, riguardante i farmaci anti-AIDS. La licenza obbligatoria permette la produzione ad una ditta locale, la Varichem Pharmaceutical Ltd. La licenza obbliga la casa a rifornire per il 75% alle istituzioni sanitarie nazionali e fissa un prezzo. La licenza inizialmente promulgata per 6 mesi è stata portata, nel 2003, a 5 anni..

#### Zambia
Lo Zambia ha istituito nel 2004 una licenza obbligatoria per i seguenti farmaci: lamivudine, stavudine e nevirapina. La produzione è affidata ad una ditta locale, la Pharco Ltd. che produce una combinazione tripla a dosaggio fisso.

#### Mozambico
Il 5 aprile 2004 il Mozambico ha istituito una licenza obbligatoria per lamivudine, stavudine e nevirapina. La produzione è affidata alla ditta Pharco Moçambique Lda, che produce una tripla combinazione a dosaggio fisso; le royalties non superano il 2%.

#### Eritrea
Il 5 giugno 2005 è stata emessa una licenza obbligatoria da parte della Eritrea per i farmaci anti-AIDS.

#### Camerun
Nel gennaio 2005 il Camerun ha emesso una licenza obbligatoria per l'importazione, manifattura e vendita dei seguenti farmaci: lamivudine, nevirapina, ed una formulazione a dose fissa di lamivudina e azidotimidina (nome commerciale Combivir).

#### Ghana
Nell'ottobre 2005 sono state emesse licenze obbligatorie per importare in Ghana farmaci anti-AIDS.

## Il contenzioso tra Sud-Africa e la Big Pharma
Nel 1997, il governo del Sud Africa varò la legge "Medicines and Related Substances Control Amendment Act", in cui fondamentalmente:
- si rendeva disponibile l'importazione parallela (comprando il farmaco brevettato più economico),
- si rafforzava la possibilità di sostituire farmaci generici e
- si aumentava il controllo sui prezzi dei farmaci.

Nel 2001, 39 case farmaceutiche chiesero il blocco della legge, in quanto incostituzionale e perché violava gli impegni con gli accordo TRIPs sotto la WTO.
In quel periodo, in Sud Africa circa 4.700.000 persone erano infette con il virus HIV-AIDS.
Nella primavera del 2001 Medicins sans frontieres lanciò una petizione internazionale, che fu firmata da circa 285.000 persone provenienti da 130 diverse nazioni. Anche il Parlamento Europeo fece una risoluzione in cui si chiedeva alle case farmaceutiche di lasciar cadere il caso.
In conseguenza di tutto ciò le case farmaceutiche rinunciarono alla causa.
La capitolazione delle case farmaceutiche ha avuto un effetto non solo in Sud Africa, ma in tutto il mondo.

Il 19 settembre 2002 la Treatment Action Campaign lanciò una campagna contro GSK e Boehringer. Il problema era l'eccessivo prezzo di ritonavir, lamivudine, ritonavir + lamivudine e nevirapine. La GSK e la Boehringer furono accusate di abuso di posizione dominante e di aver contravvenuto il Competition Act del 1998. Alla fine furono presi i seguenti accordi:
- concedere tre o più licenze volontarie in termini non meno favorevoli di quelli accordati alla Aspen Pharmacare;
- permettere l'importazione di farmaci se il sistema manifatturiero del Sud Africa non potesse garantirne la produzione
- permettere le licenze per produrre farmaci anti-AIDS di combinazione
- le royalties non devono superare il 5% del prezzo netto di farmaci antiretrovirali rilevanti
- permettere l'esportazione di farmaci anti-AIDS a paesi Sub-sahariani.